# MVP onder 23 (Dutch Basketball League)
De Most Valuable Player (Meest Waardevolle Speler) onder de 23 is een prijs die ieder jaar wordt uitgereikt aan de beste speler uit de reguliere competitie van de Nederlandse basketball eredivisie onder de 23 jaar. De winnaar wordt gekozen door alle spelers en coaches uit de competitie aangevuld met een selectie journalisten. Alleen Nederlandse spelers maken kans op deze prijs. De prijs werd voor het eerst uitgereikt in 2004.

## Winnaars
| Seizoen | Nat.               | Naam                         | Pos.  | Club                       | Stad             | Ref.  |
| ------- | ------------------ | ---------------------------- | ----- | -------------------------- | ---------------- | ----- |
| 2003–04 | Vlag van Nederland | Kees Akerboom jr.            | SG    | Tulip Den Bosch            | 's-Hertogenbosch |       |
| 2004–05 | Vlag van Nederland | Marcel Aarts                 | C     | EiffelTowers Den Bosch     | 's-Hertogenbosch |       |
| 2005–06 | Vlag van Nederland | Arvin Slagter                | PG    | Rotterdam Basketbal        | Rotterdam        |       |
| 2006–07 | Vlag van Nederland | Rogier Jansen                | PG    | Polynorm Giants            | Bergen op Zoom   |       |
| 2007–08 | Vlag van Nederland | Arvin Slagter (2)            | PG    | Polynorm Giants            | Bergen op Zoom   |       |
| 2008–09 | Vlag van Nederland | Thomas Koenis                | C     | Den Helder Seals           | Den Helder       |       |
| 2009–10 | Vlag van Nederland | Jessey Voorn                 | SG    | ABC Amsterdam              | Amsterdam        |       |
| 2010–11 | Vlag van Nederland | Jessey Voorn (2)             | SG    | ABC Amsterdam              | Amsterdam        |       |
| 2011–12 | Vlag van Nederland | Thomas Koenis (2)            | C     | GasTerra Flames            | Groningen        |       |
| 2012–13 | Vlag van Nederland | Jessey Voorn (3)             | SG    | GasTerra Flames            | Groningen        |       |
| 2013–14 | Vlag van Nederland | Leon Williams                | PG    | Landstede Basketbal        | Zwolle           |       |
| 2014–15 | Vlag van Nederland | Yannick Franke               | SG    | Challenge Sports Rotterdam | Rotterdam        | [ 1 ] |
| 2015–16 | Vlag van Nederland | Maarten Bouwknecht           | PG    | SPM Shoeters Den Bosch     | 's-Hertogenbosch | [ 2 ] |
| 2016–17 | Vlag van Nederland | Maarten Bouwknecht (2)       | PG    | New Heroes Den Bosch       | 's-Hertogenbosch | [ 3 ] |
| 2017–18 | Vlag van Nederland | Boyd van der Vuurst de Vries | PG/SG | Den Helder Suns            | Den Helder       | [ 4 ] |
| 2018–19 | Vlag van Nederland | Rienk Mast                   | PF    | Donar                      | Groningen        | [ 5 ] |